# Aggrey Klaaste
Aggrey Zola Robeson Emile Klaaste (* 6. Januar 1940 in Kimberley; † 19. Juni 2004 in Johannesburg) war ein südafrikanischer Journalist. Er wurde vor allem als Herausgeber der Tageszeitung The Sowetan bekannt.

## Leben
Klaaste wurde als eines von acht Kindern geboren. Beide Eltern waren Lehrer. Als er drei Jahre alt war, zog die Familie nach Sophiatown, einem Stadtteil von Johannesburg, wo sein Vater als Angestellter einer Goldmine Arbeit gefunden hatte. Nach dem erzwungenen Abriss des Stadtteils zog die Familie nach Meadowlands in Soweto um. Sein Matric erlangte Klaaste an der Madibane High School.
1958 begann Klaaste ein Studium an der University of the Witwatersrand in Johannesburg, das er 1960 mit dem Bachelor of Arts abschloss. Er gehörte zu den für lange Zeit letzten Schwarzen, die dort studieren durften, und erlebte Rassismus.
Seine erste Tätigkeit führte ihn als Journalist zum Magazin Drum. Von 1970 bis 1971 arbeitete er bei der Zeitung Trust. 1974 bis 1977 war er als News Editor (etwa: „Leitender Nachrichtenredakteur“) bei der Tageszeitung The World angestellt. Die Proteste im Zuge des Aufstands in Soweto 1976 begleitete die Zeitung wohlwollend, so dass sie in Konflikt mit der Staatsmacht geriet. Mit dem Chefredakteur Percy Qoboza wurde er 1977 neun Monate lang inhaftiert. Seine nächste Station nach der Bannung der World war die Tageszeitung The Post, wo er von 1978 bis 1982 ebenfalls News Editor war. The Post ging im 1981 gegründeten The Sowetan auf, wo Klaaste Assistant Editor wurde. Von 1988 bis 1995 war er Editor und von 1996 bis 2002 Editor-in Chief des Sowetan. Er trat ab 1988 durch sein Bemühen um einen Ausgleich der verschiedenen Bevölkerungsgruppen (nation building) hervor, für das er später ausgezeichnet wurde. Unter anderem förderte er über seine Zeitung Projekte für Benachteiligte. Kritik erhielt er dafür von Vertretern des Black Consciousness Movements, die ihm zu große Nähe zu den Weißen vorwarfen. Andererseits wurde er aber auch von der Sicherheitspolizei überwacht. Unter seiner Führung wurde der Sowetan zum meistverkauften Blatt in Südafrika und erreichte täglich rund 1,8 Millionen Leser.
Nach seiner Tätigkeit beim Sowetan wurde Klaaste Vorstandsmitglied der New Africa Investments Ltd. (NAIL), einer Gesellschaft im Sinne des Antidiskriminierungsprogramms Broad-Based Black Economic Empowerment, die unter anderem den Sowetan besaß. 2003 wurde er Vorsitzender der Johannesburg Tourism Company. Er engagierte sich weiterhin für Benachteiligte, unter anderem für hörgeschädigte Kinder.
Mit seiner Frau Caroline hatte Klaaste drei Kinder. Er starb 2004 an einer Lungeninfektion in einem Johannesburger Krankenhaus. Bei seiner Beerdigung nahmen Tausende von ihm Abschied.

## Ehrungen
- 1992: Ehrendoktorwürde der University of Transkei[5]
- 1999: Order of Meritorious Service in Gold, verliehen von Nelson Mandela[6]
- 2001: Ehrendoktorwürde der University of Durban-Westville[1]